# Campionat del món d'handbol femení de 1965
El Campionat del món d'handbol femení de 1965 fou la tercera edició del Campionat del món d'handbol femení. Es va disputar a Alemanya Occidental entre el 7 i el 13 de novembre de 1965. La victòria fou per a la selecció d'Hongria.

## Medallistes
| Or | Plata | Bronze |
| HongriaGyörgyné Gurics · Ágnes Babos · Erzsébet Bognár · Györgyné Csenki · Magdolna Jóna · Ágnes Hanus · Erzsébet Lengyel · Jenőné Schmidt · Anna Rothermel · Márta Balogh · Károlyné Hajek · Márta Giba · Ilona Ignácz · Józsefne Romhányi Entrenadors · Bódog Török | Iugoslàvia Zdenka Ištvanović · Nada Vučković · Mara Veinović · Mira Jasić · Zlatka Rebernjak · Ana Knežević · Ružica Miladinović · Radmila Radunović · Ana Samardžija · Leposava Ninković · Biserka Tomašek · Ema Bart Entrenadors · Svetislav Stankić · Vilim Tičić | RFALydia Bauer · Christa Deparade-Harrach · Monika Eichenauer · Irene Herchenbach · Elke Heuer · Christa Hoffmann-Warns · Doris Holdorf von Jutrzenka · Waltraud Holland-Kühl · Waltraud Jakob · Gisela Meeser · Christa Milter · Sigrid Müller · Gisela Peters-Greshake · Hannelore Rech · Gerda Reitwiessner-Ahles · Marga Ruschitzka Entrenadors · ? |

## Equips participants
| Nombre | Mode de classificació     | Classificats                                                              |
| ------ | ------------------------- | ------------------------------------------------------------------------- |
| 1      | Organitzador              | Alemanya Occidental                                                       |
| 1      | Campionat del món de 1962 | Romania                                                                   |
| 5      | Torneig de classificació  | Dinamarca, Hongria, Polònia, · Txecoslovàquia, Unió Soviètica, Iugoslàvia |
| 1      | Àsia                      | Japó                                                                      |
| 0      | Amèrica                   | -                                                                         |
| 0      | Àfrica                    | -                                                                         |

Notes:
- La Unió Soviètica, tot hi haver-se classificat esportivament, refusà participar-hi perquè no reconeixia el Berlín Oest com a part de l'Alemanya Occidental.
- Els Països Baixos, vençuts per la Unió Soviètica en el torneig de classificació no volgueren ocupar el seu lloc.
- El Japó, superat per Txecoslovàquia en el torneig de classificació, acceptà ocupar la vuitena i darrera plaça.

## Primera fase
El primer classificat de cada grup jugarà la final, mentre els dos segons disputaran el partir per la tercera posició.
|  | Equips que lluitaran per les posicions 1–2 |
|  | Equips que lluitaran per les posicions 3–4 |

### Grup A
| Equip      | PJ | G | E | P | GF | GC | DG  | Pts |
| ---------- | -- | - | - | - | -- | -- | --- | --- |
| Iugoslàvia | 3  | 3 | 0 | 0 | 28 | 15 | +13 | 6   |
| RFA        | 3  | 2 | 0 | 1 | 26 | 20 | +6  | 4   |
| Dinamarca  | 3  | 1 | 0 | 2 | 21 | 27 | -6  | 2   |
| Japó       | 3  | 0 | 0 | 3 | 21 | 34 | -13 | 0   |

| Iugoslàvia | 11–6 | Dinamarca |
| RFA        | 15–7 | Japó      |
| Dinamarca  | 10–9 | Japó      |
| Iugoslàvia | 8–4  | RFA       |
| RFA        | 7–5  | Dinamarca |
| Iugoslàvia | 9–5  | Japó      |

### Grup B
| Equip          | PJ | G | E | P | GF | GC | DG  | Pts |
| -------------- | -- | - | - | - | -- | -- | --- | --- |
| Hongria        | 3  | 3 | 0 | 0 | 31 | 15 | +16 | 6   |
| Txecoslovàquia | 3  | 1 | 1 | 1 | 27 | 22 | +5  | 3   |
| Romania        | 3  | 0 | 2 | 1 | 18 | 21 | -3  | 2   |
| Polònia        | 3  | 0 | 1 | 2 | 16 | 34 | -18 | 1   |

| Romania        | 4–4  | Polònia        |
| Hongria        | 7–4  | Txecoslovàquia |
| Hongria        | 9–6  | Romania        |
| Txecoslovàquia | 15–7 | Polònia        |
| Romania        | 8–8  | Txecoslovàquia |
| Hongria        | 15–5 | Polònia        |

## Classificacions finals

### Posicions 7 al 8
- Japó 6–5  Polònia

### Posicions 5 al 6
- Dinamarca 10–9  Romania

### Posicions 3 al 4
- RFA 11–10  Txecoslovàquia

### Final
- Hongria 5–3  Iugoslàvia

## Classificació final
| Pos. | Equip          |
| ---- | -------------- |
| 1    | Hongria        |
| 2    | Iugoslàvia     |
| 3    | RFA            |
| 4    | Txecoslovàquia |
| 5    | Dinamarca      |
| 6    | Romania        |
| 7    | Japó           |
| 8    | Polònia        |